# Lasiognathus
Lasiognathus is een geslacht van straalvinnige vissen uit de familie van armvinnigen (Thaumatichthyidae). Het geslacht is voor het eerst wetenschappelijk beschreven in 1925 door Regan.

## Soorten
- Lasiognathus amphirhamphus Pietsch, 2005
- Lasiognathus beebei Regan & Trewavas, 1932
- Lasiognathus dinema Pietsch & Sutton, 2015
- Lasiognathus intermedius Bertelsen & Pietsch, 1996
- Lasiognathus saccostoma Regan, 1925
- Lasiognathus waltoni Nolan & Rosenblatt, 1975